# Unihockey-Europacup 1996
Der Unihockey-Europacup 1996 war die vierte Auflage des Wettbewerbes. Austragungsort war Stockholm in Schweden vom 27. bis 30. Dezember 1996.

## Gruppe A
| Gruppe A    |      |             |
| UHC RW Chur | 7:6  | Greir IBK   |
| Greir IBK   | 2:13 | Kista IBK   |
| Kista IBK   | 8:1  | UHC RW Chur |

## Gruppe B
| Gruppe B     |      |              |
| Balrog IK    | 13:1 | Torpedo      |
| SSV Helsinki | 2:3  | Kopenhavn FK |
| TJ Vitkovice | 7:3  | Torpedo      |
| Kopenhavn FK | 1:7  | Balrog IK    |
| TJ Vitkovice | 3:4  | Balrog IK    |
| Torpedo      | 2:9  | SSV Helsinki |
| Torpedo      | 1:4  | Kopenhavn FK |
| Balrog IK    | 6:4  | SSV Helsinki |
| Kopenhavn FK | 4:7  | TJ Vitkovice |
| SSV Helsinki | 5:1  | TJ Vitkovice |

## Semifinale
- Kista INK  5:4  SSV Helsinki
- Balrog IK  6:5 n. V.  UHC RW Chur

## Platz 7./8.
- Kopenhavn FK  2:1  Torpedo

## Platz 5./6.
- Greir IBK  7:6  TJ Vitkovice

## Platz 3./4.
- SSV Helsinki  3:4 n. V.  UHC RW Chur

## Finale
- Balrog IK  5:2  Kista IBK